# Финансовая академия (Днепр)
Учебно-научный институт «Финансовая академия» (укр. Навчально-науковий інститут «Фінансова академія») — структурное подразделение Университета таможенного дела и финансов, бывший вуз «Днепропетровская государственная финансовая академия» в городе Днепр, Украина.
В рейтинге экономических вузов Украины, определённом экспертами ЮНЕСКО в 2007 году , Днепропетровская государственная финансовая академия занимала 27-е место.
Команда академии — чемпион Европы по футзалу среди вузов. Она стала победителем 4-го чемпионата Европы среди высших учебных заведений, который проходил в 2007 году в словенском городе Изола. Студенты академии составляли костяк мини-футбольной команды «Будивел», выступавшей в чемпионате Украины по мини-футболу.

## Общая информация
Учебное заведение было создано 15 июня 1977 как Днепропетровский финансовый техникум. В 1993 техникум был реорганизован и продолжил свою образовательную деятельность в статусе Днепропетровского финансово-экономического колледжа. 
В 1998 году на базе колледжа был создан Днепропетровский государственный финансово-экономический институт. А в 2004 была осуществлена реорганизация института в Днепропетровскую государственную финансовую академию. В 2014 году состоялось объединение Академии таможенной службы Украины и Днепропетровской государственной финансовой академии в Университет таможенного дела и финансов (УТДФ).
Сегодня учебное заведение продолжает свою деятельность как учебно-научный институт «Финансовая академия» в составе УТДФ.
Организацию учебного процесса обеспечивают 5 факультетов и 8 кафедр.
Факультеты
- Экономический
- Финансовый
- Заочный
- Последипломного образования
- Довузовой подготовки

Есть два учебных корпуса, библиотека.

## Научная деятельность
Журнал учебно-научного института «Вестник Финансовой академии: Экономические науки» («Вісник Фінансової академії: Економічні науки») имеет статус «научного профессионального издания по экономическим наукам». Учебно-научный институт является также одним из основателей межвузовского научного издания «Философия, культура, жизнь» («Філософія, культура, життя»), которое имеет статус «научного профессионального издания по философии».
Учебно-научный институт проводит международные, региональные конференции, семинары. Для обсуждения результатов научно-исследовательских работ организована работа межкафедрального научного семинара «Социально-економическое развитие Украины: проблемы и перспективы».